# Skoraszewice

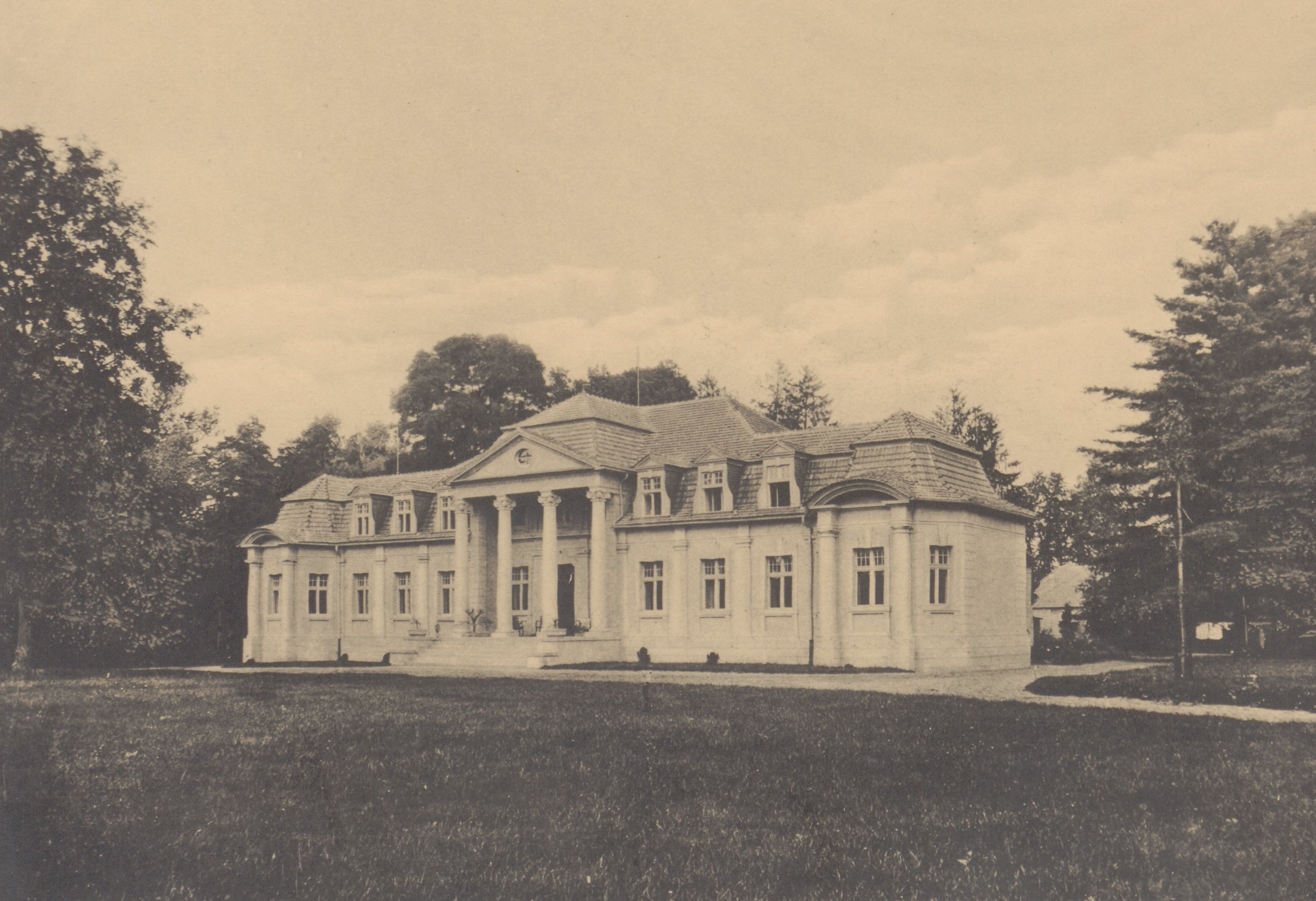
Widok pałacu przed 1912

Skoraszewice – wieś w Polsce położona w województwie wielkopolskim, w powiecie gostyńskim, w gminie Pępowo, oddalona o 8 km na południowy zachód od Pępowa.

## Historia
Wieś ma metrykę średniowieczną i pierwotnie związana była z Wielkopolską. Istnieje co najmniej od końca XIII wieku. Odnotowana po raz pierwszy w łacińskim dokumencie z 1310  jako „Curascowicz”, 1315 „Scorossewicz”, 1393 „Skoraczewo”, 1406 „Scoraszewce”, 1407 „Scoroszewo, w Scoroszewe”, 1408 „Scarsszewo”, 1411 „Scoraszewo”, 1418 „Scarszewo”, 1425 „Scorossewo”, 1445 „Scoroschewo”, 1446 „Scoroschewicze”, 1459 „Skoroschewicze”, 1465 „Scoroszewicze”, 1477 „Skorossewki”, 1486 „Scoroschewycze”, 1503 „Skoraczew”, 1511 „Skoroszewo, Skorossewo”, 1518 „Szkoroschewycze”, 1523 „Skoroschewycze”, 1530 „Scorosevicze”, 1564 „Skoraseuicze”.
Miejscowość ma jednak wcześniejszą metrykę niż zachowane o niej archiwalne zapisy. Archeolodzy odkryli w bezpośrednim sąsiedztwie wsi silnie zniszczone grodzisko nizinne wklęsłe datowane na okres od połowy XII do połowy XIV wieku. Ma ono wymiary zewnętrzne ok. 70 x 80 metrów, a wewnątrz 35 x 50 m. Częściowo zachował się wał o wysokości około 0,8 metra, a w nim kamienie i spalone drewniane konstrukcje: ślady fosy oraz odcinkowego wału zewnętrznego. We wnętrzu zarejestrowano warstwę kulturową o grubości pół metra.
Początkowo miejscowość była własnością szlachecką należącą do lokalnych rodów wielkopolskich: Skoroszewskich (pisanych także jako Skoraszewskich), którzy od nazwy wsi przyjęli odmiejscowe nazwisko, a później do spokrewnionych z nimi Krzyżankowskich, a także Domaradzkich, Włostowskich, Wilkońskich, Biernatów, Węgierskich. W 1450 wieś leżała w powiecie kościańskim Korony Królestwa Polskiego. Od 1407 była siedzibą własnej parafii w dekanacie Śrem.
Pierwszy zachowany zapis o wsi pochodzi z dokumentu wystawionego w 1310 w kancelarii księcia głogowskiego i wielkopolskiego Henryka III Głogowczyka, który ustanowił Poniec siedzibą dystryktu, a Skoraszewice znalazły się w jego granicach.
W 1315 krewni Skarbimir z Skoraszewic oraz Klemens z Ponieca zostali odnotowani jako świadkowie w dokumencie Wojciecha, Mikołaja, Jaśka i Piotra synów wojewody kaliskiego Mikołaja z Gostynia. W latach 1397-1425 w kilku procesach sądowych wymieniany został Mścich „Mściszek” Skoraszewski ze Skoraszewa. W 1411 prowadził on spór z Agnieszką Dłońską o wwiązanie przemocą w majętności skoraszewickie. W 1417 pozwany został przez starostę generalnego Wielkopolski Jana ze Szczekocin, dowodząc przy pomocy świadków, że nie chował złodziei w swoim domu. W 1420 był w sporze z Michałem sołtysem w Bieńkowie dowodząc, że nie najechał na dom Michała w Bieńkowie wraz z 25 osobami sobie równymi oraz 50 innymi niższego stanu oraz, że nie zabrał mu dwóch wieprzy, krowy, dwóch kopii, 1,5 grzywny ani niczego, o co Michał go pozywał.
W 1425 Mścich Skoraszewski oraz Gniatek Wilkoński toczyli spór sądowy z Jakubem Brzozą kmieciem z Rogowa. W 1412 Szymek Skoroszewski toczył spór z Borkiem kmieciem z Dłoni. W latach 1444-1450 w kilku procesach oraz dokumentach majątkowych odnotowany został dziedzic we wsi Piotr Skoroszewski, który w 1450 zapisał swojej żonie Małgorzacie po 100 grzywien posagu oraz wiana na 7 łanach w Skoraszewicach. W 1445 odnotowano Strzeszka oraz jego żonę Agnieszkę niegdyś dziedziców w Skoraszewicach, a obecnie sołtysów w Garzewie.
W 1513 połowę wsi kupił Maciej Włostowski, a w 1531 Anna wdowa po nim zakupiła dodatkowo jeden łan. W 1574 Wojciech Skoroszewski zapisał swojej żonie Zofii córce zmarłego Krzysztofa Koszuckiego po 600 złotych posagu oraz wiana na połowie z 0,5 części majątku jaki posiadał w Skoraszewicach.
W 1584 polski heraldyk Bartłomiej (Bartosz) Paprocki herbu Jastrzębiec napisał w swoim dziele „Herby rycerstwa polskiego”, że w 1572 w tureckiej niewoli znajdował się jeden ze Skoroszewskich, którego tam osobiscie spotkał kiedy gościł w Stambule w czasie swojego poselstwa do Turcji. Pisarz zapisał: „jeśli wyszedł albo nie, tego wiedzieć nie mogę, tylko iżem się tam z nim poznał”.
Źródła historyczne odnotowały również dwóch mieszkańców wsi, którzy zostali studentami Uniwersytetu Jagiellońskiego w Krakowie. W 1459 Mikołaja syna Michała z Skoraszewic oraz w 1503 Bernarda syna Mikołaja ze Skoraszewic. 
Miejscowość odnotowano również w historycznych rejestrach poborowych. W 1530 miał miejsce pobór od 5 łanów we wsi. W 1563 pobrano podatki od 8 łanów, wiatraka dorocznego, półwiatraka dorocznego, jednego komornika, karczmy dorocznej. W 1564 w Skoraszewicach w części Bernarda Skoroszewskiego były 2,5 łana, w kolejnych częściach było 0,5 łana, 0,5 łana oraz w następnej 2,5 łana. W 1580 miał miejsce pobór we wsi z części Stanisława Węgierskiego od jednego zagrodnika, komornika oraz od najemnego robotnika od pługa zwanego „ratajem”. Z części należącej natomiast do Stanisława Domaradzkiego pobrano podatki od 3 łanów, dwóch zagrodników, wiatraka dorocznego. Z części Stanisława Skoroszewskiego pobrano podatki od 2 łanów, 2 zagrodnikow, komornika, rzemieślnika, pasterza wypasajacego 10 owiec oraz od wiatraka dorocznego. Z czesci Stanisława Skoroszewskiego pobrano podatki od jednego łana, 4 zagrodników, komornika oraz jednego rzemieślnika. Z części Wojciecha Skoroszewskiego pobrano od jednego łana opuszczonego, 3 zagrodników oraz dwóch komorników. Natomiast z części Stanisława Barabasza Skoroszewskiego od jednego zagrodnika oraz od pługa dworskiego. W latach 1580-1594 pobór ze Skoraszewic zapłacili w 1580 i 1594 Maciej Domaradzki, 1580 i 1582 Stanisław Barabasz Skoraszewski, 1580 i 1582 Wojciech Skoraszewski, 1580 i 1582 Stanisław Węgierski, 1580 i 1582 Jakub Wilkoński.
Do czasu rozbiorów leżała w Rzeczypospolitej Obojga Narodów. Wskutek II rozbioru Polski w 1793, miejscowość przeszła pod władanie Prus i jak cała Wielkopolska znalazła się w zaborze pruskim. W okresie Wielkiego Księstwa Poznańskiego (1815-1848) miejscowość należała do wsi większych w ówczesnym pruskim powiecie Kröben (krobskim) w rejencji poznańskiej. Skoraszewice należały do okręgu krobskiego tego powiatu i stanowiły odrębny majątek, którego właścicielem był wówczas (1846) Bojanowski. Według spisu urzędowego z 1837 roku wieś liczyła 296 mieszkańców, którzy zamieszkiwali 38 dymów (domostw).
We wsi powstało jedno z pierwszych kółek rolniczych skupiające gospodarzy z okolicznych wiosek. 2 stycznia 1919 roku powstała
w Skoraszewicach lokalna Rada Ludowa.
Wieś rycerska Skóraszewice położona była w 1909 roku w powiecie gostyńskim rejencji poznańskiej w Wielkim Księstwie Poznańskim.
W latach 1975–1998 miejscowość położona była w województwie leszczyńskim.

## Zabytki
Najciekawszym budynkiem we wsi jest dwór znajdujący się w okazałym parku krajobrazowym, pochodzącym z pierwszej połowy XIX wieku. Budynek murowany dwukondygnacyjny nakryty dachem czterospadowym składa się z dwóch części: starej, zbudowanej w 1835 roku w stylu klasycystycznym, i nowej z 1908 roku zachowanej w stylu barokowym i klasycystycznym.
Pierwszy kościół na terenie wsi wybudowany został w połowie XIV wieku spłonął on w 1597 roku. Sama parafia skoraszewicka jest jedną z najstarszych w okolicy. Obecny kościół (murowany) wybudowany został w 1934 roku. Znajduje się w nim wielki obraz ołtarzowy (245 x 225 cm) pochodzący z drugiej połowy XVII wieku przedstawiający Hołd Trzech Króli dla Dzieciątka Jezus.
Od roku 1999 działa nowa szkoła.
Cudowny Obraz Pokłon Trzech Króli
Obraz wykonany na płótnie ma wymiary: 2,25 x 2,45 m. Jest zabytkiem malarstwa religijnego na terenie Wielkopolski. Pochodzi z początku XVII wieku i sprowadzony został z Rzymu przez Melchiora Konarzewskiego do nowo wybudowanego, drewnianego kościółka. Skoraszewice były własnością Konarzewskiego. Na pierwszym planie obrazu widzimy 57 postaci, które są częściowo portretami fundatora i jego rodziny.
Obraz jest utrzymany w stylu późnorenesansowym z wyjątkiem pierwszoplanowych postaci Marii z Dzieciątkiem, św. Józefa. Obecnie tło, na którym umiejscowiono pokłon, jest ciemne. Warto jednak zbliżyć się do obrazu na tyle, aby ujrzeć figury pełne życia. Obraz jest dziełem wspaniałym, pełnym radości życia. Właśnie z obrazem związane są ciekawe historie. W XVIII wieku uznano go za cudowny, świadczą o tym zapiski tutejszego plebana księdza Czwojdzińskiego z 1783 roku, które mówią: Katarzyna, uboga panna ze szpitala św. Ducha w Krobi, przyszła z biletem [przesłaniem] od swojego proboszcza do Skoraszewic do mnie, księdza Czwojdzińskiego, plebana natenczas, i powiedziała przed moją czeladzią, że tu w Skoraszewickim kościele doznałam protekcyi [pomocy i uzdrowienia] Trzech Króli, bo po długiej chorobie dziecięciem będąca nosili mnie rodzice, zaniemówiłam i po odprawieniu mszy świętej [...] moje było, jest, i dał mi ksiądz jabłko i zjadłam dlatego [...] mnie, że tu zdrowia nabyła. Historia przytoczona dzięki zapiskom księdza Czwojdzińskiego jest niezwykła i inspirująca do dalszych poszukiwań w jego notatkach. I tak zainteresowana historią cudów w Skoraszewicach znalazłam następną historię, która opowiada: [...]
Powtóre Wojciech Wlekliński, chłopcem u mnie będący siostrzeniec, kiedy chodził po sadzie z księdzem Jakóbem Goćwińskim, wikarjuszem będącym w Pępowie, padł i toczył śliny, ksiądz prędko wspomnien przypadł do mnie i opowiedział, co się stało z Wojciechem siostrzeńcem moim z Krobi. Ja natomiast wziąłem kartkę Trzech Króli i wziąwszy zawiesiłem na szyi jego a potem zaraz wstał i zdrów był do tego czasu i tak go choroba nie turbowała więcej. Potem się w czasach dalszych ożenił, co własną ręką stwierdzam. Tyle z zapisków księdza Czwojdzińskiego wynika. Ciekawym może być jeden szczegół o tym, że zapewne kiedyś istniały jakieś specjalnie drukowane modlitwy do Trzech Króli albo być może reprodukcje obrazu skoraszewickiego. Ówczesne Kartki Trzech Króli noszono zapewne przy sobie i w czasie choroby kładziono je na chorego, ufając, że to go uzdrowi. (Na podstawie Kroniki Gostyńskiej Władysława Stachowskiego)